# Cesare Balbi di Robecco
Cesare Balbi di Robecco (Alessandria, 1854 – Genova, 1939) è stato un pittore italiano.

## Biografia
Nacque ad Alessandria da una famiglia piemontese aristocratica. Lavorato spesso in Liguria, vivendo alcuni anni a Sestri Levante. Nel 1887 espone il dipinto Mare nell'Esposizione di Venezia. Nel 1881 all'Esposizione di Milano, espone i dipinti Treno ferroviario, La calma e Un tramonto. Ma questi ultimi quadri furono inviati anche sotto il titolo Libeccio e Fossa dell'uomo. 
Nel 1886 espone presso la Mostra delle Belle Arti di Milano due opere che raffigurano il Tempo Grigio e il Giorno di Bucato; Questi furono esposti nel 1884 all'Esposizione di Torino. Nel 1875 espose alla Promotrice di Torino due tele: Un pastore e Un cacciatore. Morì a Genova.